# Praia do Ribeirão da Ilha

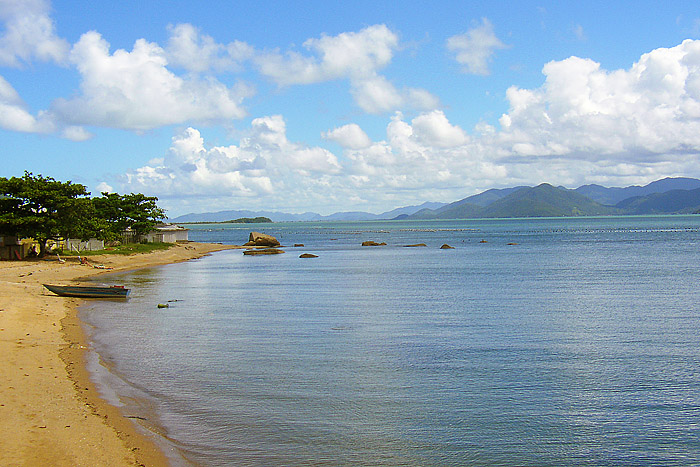
Praia do Ribeirão da Ilha

Praia do Ribeirão da Ilha bestaat uit verschillende kleine stranden in het zuidwesten van het eiland Santa Catarina. Het is gelegen in de gemeente Florianópolis in het zuiden van Brazilië. Het ligt op een afstand van 36 kilometer van het stadscentrum.
De kleine stranden worden beschouwd als een van de weinige plekken van de zuidelijke kust van Brazilië dat de sporen van de Portugese kolonisatie conserveert. Een wandeling naar het strand is een terugkeer naar de Azoren cultuur en gewoonten.